# فلسفة الثقافة
فلسفة الثقافة هي أحد فروع الفلسفة التي تنظر في جوهر ومغزى الثقافة.تعد فلسفة الثقافة من الاتجاهات الجديدة نسبيًا في مجال الفلسفة.  ومع ذلك، فإن التقارب بين هذين يمكن أن يقودنا إلى معرفة الثقافة القديمة والثقافة المعاصرة.  قدمت فلسفة الثقافة عناصر ومواد فكرها وأبحاثها من جهة بالإشارة إلى عظماء الفلاسفة ومن جهة أخرى من مجال الدراسات والبحوث في العلوم الإنسانية وحتى العلوم الطبيعية.  قدمت فلسفة التاريخ والأنثروبولوجيا الفلسفية وعلم الاجتماع وعلم النفس وعلم الأحياء والأنثروبولوجيا الثقافية بطريقة ما منصة للتفكير في فلسفة الثقافة.  أدت التطورات العالمية في العقود الثلاثة الماضية وأهمية إيجاد المزيد والمزيد من التقاطعات الثقافية وتعدد الثقافات إلى مزيد من الاهتمام بقضية الثقافة في الفلسفة.

## الخطابات الحديثة المبكرة

### الرومانسية الألمانية

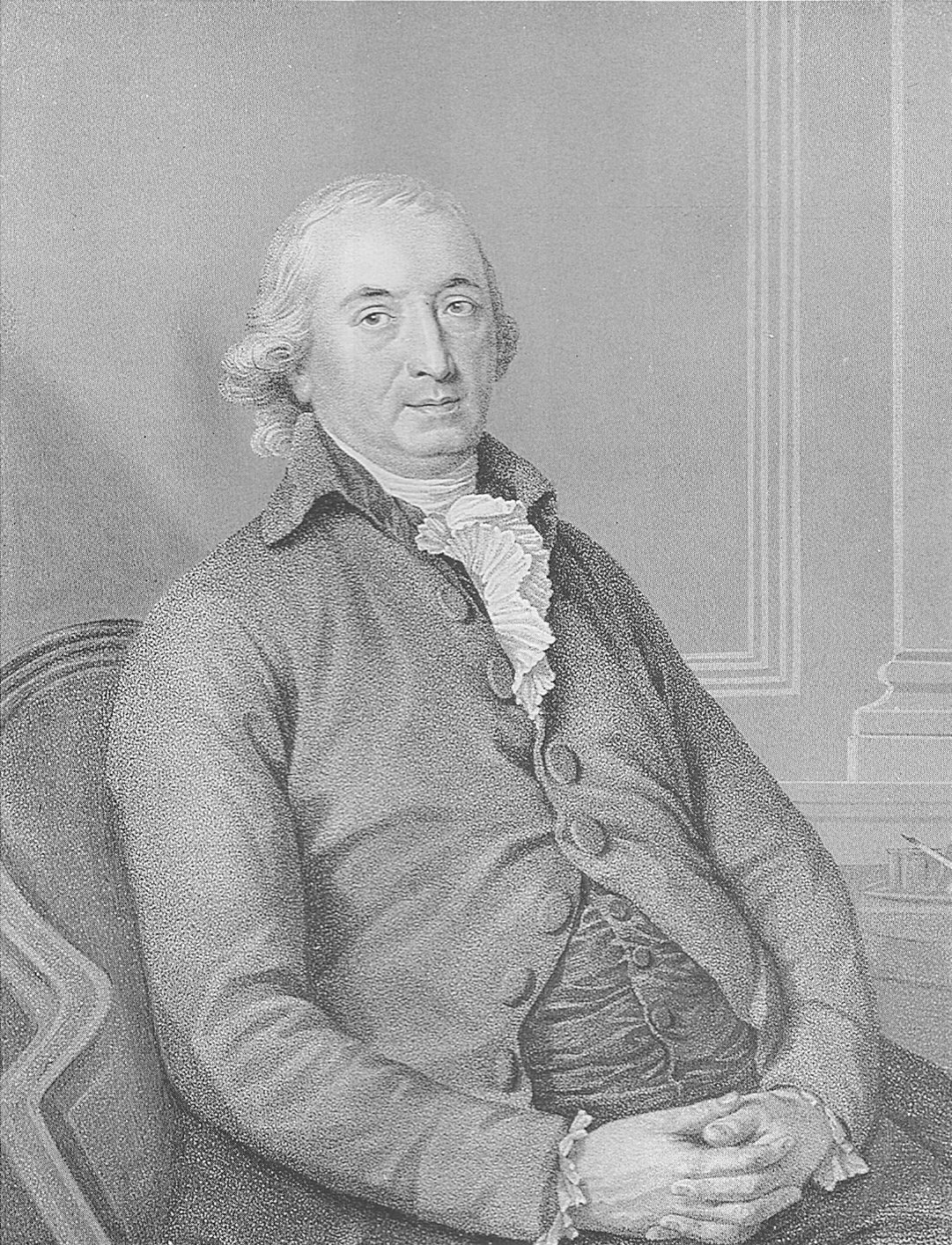
جون هردير كاليندو أنتانتين إلى الكبريتات الوطنية.

صاغ الفيلسوف الألماني إيمانويل كانط (1724-1804) تعريفًا فرديًا لـ «التنوير» مشابهًا لمفهوم بيلدونغ: «التنوير هو انبثاق الإنسان من عدم نضجه الذاتي.» وجادل بأن عدم النضج هذا لا يأتي من عدم الفهم، ولكن من الافتقار إلى الشجاعة للتفكير بشكل مستقل.  في مواجهة هذا الجبن الفكري، حث كانط: قطعة منفصلة، «تجرأ على أن تكون حكيماً!»  رداً على كانط، جادل العلماء الألمان مثل يوهان جوتفريد هيردر (1744-1803) بأن الإبداع البشري، الذي يتخذ بالضرورة أشكالًا متنوعة للغاية وغير متوقعة، لا يقل أهمية عن العقلانية البشرية.  علاوة على ذلك، اقترح هيردر شكلاً جماعيًا من bildung: «بالنسبة إلى Herder ، كان Bildung هو مجموع التجارب التي توفر هوية متماسكة وشعورًا بالمصير المشترك لشعب ما.»

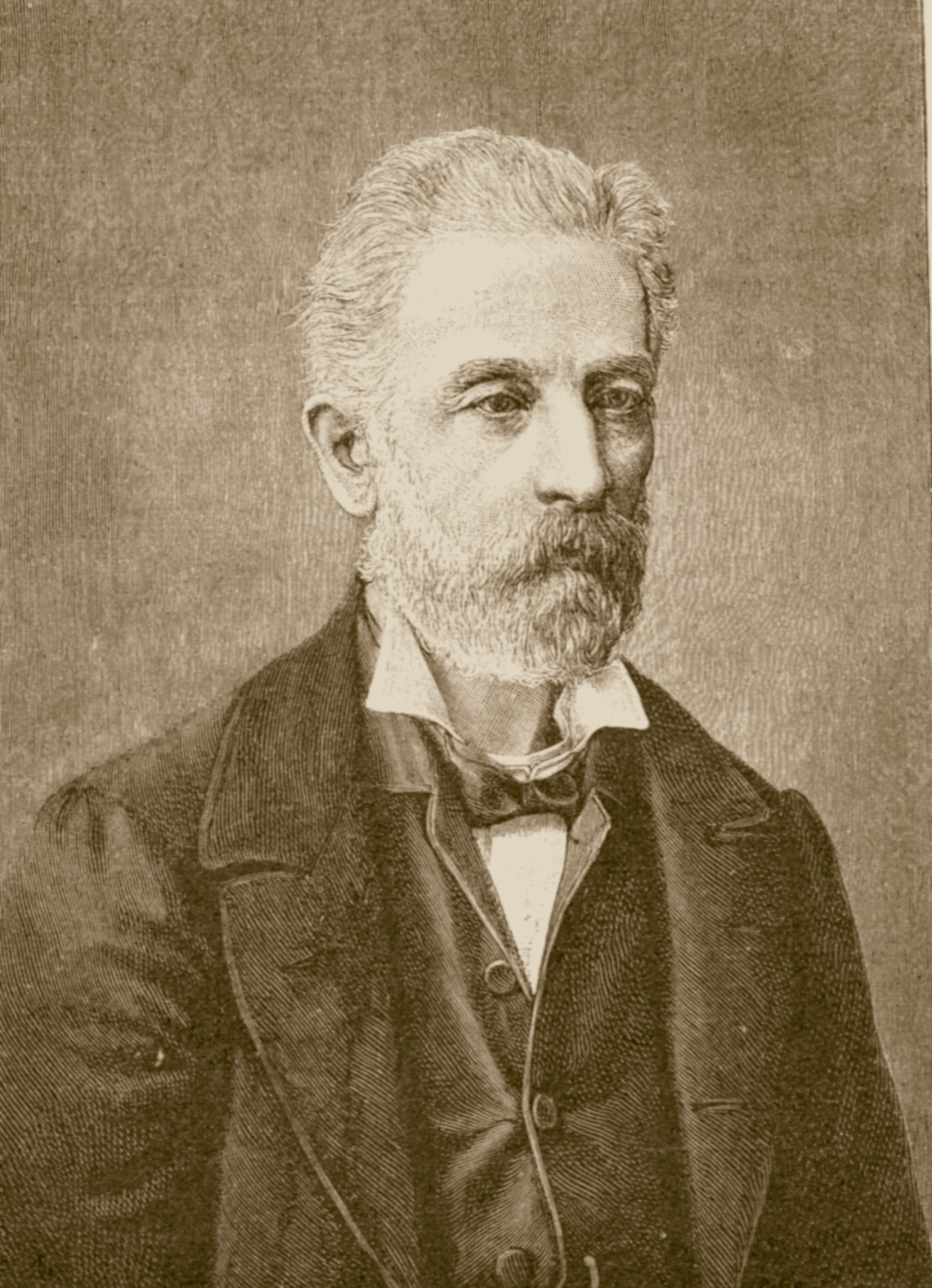
طور أدولف باستيان نموذجًا عالميًا أب كولاثور.

في عام 1795، دعا اللغوي والفيلسوف العظيم فيلهلم فون همبولت (1767-1835) إلى علم الإنسان الذي يجمع اهتمامات كانط وهيردر.  خلال العصر الرومانسي، طور العلماء في ألمانيا، وخاصة أولئك المهتمين بالحركات القومية - مثل النضال القومي لإنشاء «ألمانيا» من مختلف الإمارات، والنضال القومي للأقليات العرقية ضد الإمبراطورية النمساوية المجرية -  مفهوم الثقافة على أنها «نظرة عالمية» (Weltanschauung).  وفقًا لمدرسة الفكر هذه، فإن لكل مجموعة عرقية نظرة مميزة للعالم لا تتناسب مع وجهات النظر العالمية للمجموعات الأخرى.  على الرغم من أن هذا النهج للثقافة أكثر شمولاً من الآراء السابقة، إلا أنه لا يزال يسمح بالتمييز بين الثقافات «المتحضرة» و «البدائية» أو «القبلية».
في عام 1860، جادل أدولف باستيان (1826-1905) عن «الوحدة النفسية للبشرية».  اقترح أن المقارنة العلمية لجميع المجتمعات البشرية من شأنها أن تكشف أن وجهات النظر العالمية المتميزة تتكون من نفس العناصر الأساسية.  وفقًا لاستيان، تشترك جميع المجتمعات البشرية في مجموعة من «الأفكار الأولية» (أفكار عنصرية)؛  الثقافات المختلفة، أو «الأفكار الشعبية» المختلفة (فولكرجدانكين)، هي تعديلات محلية للأفكار الأولية.  مهد هذا الرأي الطريق للفهم الحديث للثقافة.  تدرب فرانز بواس (1858-1942) على هذا التقليد، وأحضره معه عندما غادر ألمانيا إلى الولايات المتحدة.

### الرومانسية الإنجليزية

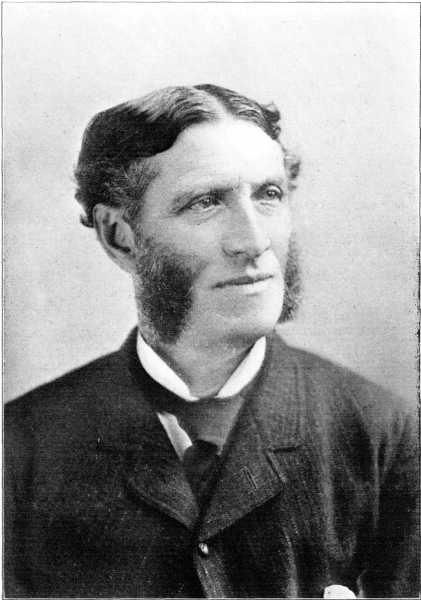
الشاعر والناقد البريطاني ماثيو أرنولد رأى "الثقافة" على أنها تنمية للمثل الإنسانية.

في القرن التاسع عشر، استخدم دعاة إنسانيون مثل الشاعر وكاتب المقالات الإنجليزي ماثيو أرنولد (1822-1888) كلمة «ثقافة» للإشارة إلى نموذج مثالي لصقل الإنسان الفردي، عن «أفضل ما تم التفكير به وقيله في العالم.» هذا المفهوم للثقافة قابل للمقارنة مع المفهوم الألماني للتعليم: «... الثقافة هي السعي لتحقيق الكمال التام من خلال التعرف، في جميع الأمور التي تهمنا، على أفضل ما تم التفكير فيه وقيل في العالم.»
في الممارسة العملية، أشارت الثقافة إلى نموذج النخبة وارتبطت بأنشطة مثل الفن والموسيقى الكلاسيكية والمطبخ الراقي. نظرًا لأن هذه الأشكال كانت مرتبطة بالحياة الحضرية، فقد تم تحديد «الثقافة» مع «الحضارة» (من lat. civitas ، المدينة).  وجه آخر للحركة الرومانسية كان الاهتمام بالفولكلور، مما أدى إلى تحديد «ثقافة» بين غير النخب.  غالبًا ما يتم تمييز هذا التمييز بين الثقافة العالية، أي ثقافة الفئة الاجتماعية الحاكمة، والثقافة المنخفضة.  بعبارة أخرى، عكست فكرة «الثقافة» التي تطورت في أوروبا خلال القرنين الثامن عشر وأوائل القرن التاسع عشر عدم المساواة داخل المجتمعات الأوروبية.

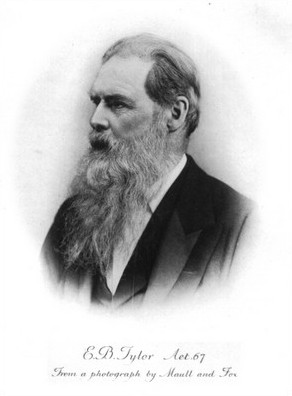
كان عالم الأنثروبولوجيا البريطاني إدوارد تايلور من أوائل العلماء الناطقين باللغة الإنجليزية الذين استخدموا مصطلح الثقافة بمعنى شامل وعالمي..

قارن ماثيو أرنولد «الثقافة» بالفوضى.  أوروبيون آخرون، على غرار الفلاسفة توماس هوبز وجان جاك روسو، قارنوا «الثقافة» بـ «حالة الطبيعة».  وفقًا لهوبز وروسو، فإن الأمريكيين الأصليين الذين تم غزوهم من قبل الأوروبيين منذ القرن السادس عشر فصاعدًا كانوا يعيشون في حالة طبيعية.  تم التعبير عن هذه المعارضة من خلال التناقض بين «المتحضر» و «غير المتحضر».  وفقًا لطريقة التفكير هذه، يمكن للمرء أن يصنف بعض البلدان والأمم على أنها أكثر تحضرًا من غيرها وأن يصنف البعض على أنهم أكثر ثقافة من غيرهم.  يتناقض هذا مع نظرية هربرت سبنسر عن الداروينية الاجتماعية ونظرية لويس هنري مورغان للتطور الثقافي.  مثلما جادل بعض النقاد بأن التمييز بين الثقافات العالية والمنخفضة هو في الحقيقة تعبير عن الصراع بين النخب الأوروبية وغير النخب، فقد جادل بعض النقاد بأن التمييز بين الشعوب المتحضرة وغير المتحضرة هو في الحقيقة تعبير عن الصراع بين الأوروبيين. القوى الاستعمارية ورعاياها.
قبل نقاد القرن التاسع عشر الآخرين، بعد روسو، هذا التمييز بين الثقافة العليا والدنيا، لكنهم رأوا صقل الثقافة العالية وتطورها تطورات فاسدة وغير طبيعية تحجب الطبيعة الأساسية للناس وتشوهها.  هؤلاء النقاد تعتبر الموسيقى الشعبية (كما أنتجها «القوم»، أي الريف، الأميون، الفلاحون) للتعبير بصدق عن أسلوب حياة طبيعي، بينما بدت الموسيقى الكلاسيكية سطحية ومنحلة.  وبالمثل، غالبًا ما صورت هذه الرؤية الشعوب الأصلية على أنها «متوحشون نبلاء» يعيشون حياة أصيلة لا تشوبها شائبة، غير معقدة وغير مشوشة بفعل الأنظمة الرأسمالية الطبقية في الغرب..
في عام 1870 طبق عالم الأنثروبولوجيا إدوارد تايلور (1832-1917) هذه الأفكار عن الثقافة العليا مقابل الثقافة الدنيا لاقتراح نظرية لتطور الدين.  وفقًا لهذه النظرية، يتطور الدين من أشكال أكثر تعددًا للآلهة إلى أشكال أكثر توحيدًا. في هذه العملية، أعاد تعريف الثقافة كمجموعة متنوعة من الأنشطة المميزة لجميع المجتمعات البشرية.  مهد هذا الرأي الطريق للفهم الحديث للثقافة.